# Ebrahim Sadeqi
Ebrahim Sadeqi (pers. ابراهیم صادقی; Karaj, 4 febbraio 1979) è un calciatore iraniano, difensore del Saipa.

## Carriera

### Club
Ha giocato tutta la carriera nel campionato iraniano, vestendo sempre la maglia del Saipa.

### Nazionale
Ha esordito in Nazionale nel 2007, giocando 16 partite sino al 2009.